# Gare de Malause
Gare de Malause – przystanek kolejowy w Malause, w departamencie Tarn i Garonna, w regionie Oksytania, we Francji.
Został otwarty w 1856 przez Compagnie des chemins de fer du Midi et du Canal latéral à la Garonne. Jest przystankiem Société nationale des chemins de fer français (SNCF), obsługiwanym przez pociągi TER Midi-Pyrénées.

## Położenie
Znajduje się na wysokości 67 m n.p.m., na 168,386 km linii Bordeaux – Sète, pomiędzy stacjami Pommevic i Moissac.

## Historia
Przystanek otwarto 29 maja 1856 przez Compagnie des chemins de fer du Midi et du Canal latéral à la Garonne (Midi), wraz z otwarciem do użytku odcinka z Tonneins do Valence-d’Agen linii Bordeaux – Sète.

## Linie kolejowe
- Bordeaux – Sète